# Дембувка (Сохачевський повіт)
Дембувка (пол. Dębówka) — село в Польщі, у гміні Тересін Сохачевського повіту Мазовецького воєводства.
Населення — 264 особи (2011).
У 1975-1998 роках село належало до Скерневицького воєводства.

## Демографія
Демографічна структура станом на 31 березня 2011 року:
|          | Загалом | Допрацездатний вік | Працездатний вік | Постпрацездатний вік |
| -------- | ------- | ------------------ | ---------------- | -------------------- |
| Чоловіки | 126     | 35                 | 77               | 14                   |
| Жінки    | 138     | 37                 | 77               | 24                   |
| Разом    | 264     | 72                 | 154              | 38                   |